# Mpindimbi
Mpindimbi è una circoscrizione mista (mixed ward) della Tanzania situata nel distretto urbano di Masasi, regione di Mtwara. Conta una popolazione di 12 861 abitanti (censimento 2012).